# Yuria Obara
Yuria Obara (jap. 小原 由梨愛, Obara Yuria; * 4. September 1990 in Towada) ist eine japanische Fußballspielerin.

## Karriere

### Verein
Sie begann ihre Karriere bei Albirex Niigata.

### Nationalmannschaft
Mit der japanischen U-20-Nationalmannschaft qualifizierte sie sich für die U-20-Weltmeisterschaft der Frauen 2010.
Obara wurde 2014 in den Kader der japanischen Nationalmannschaft berufen und kam bei der Asienmeisterschaft der Frauen 2014 zum Einsatz. Obara absolvierte ihr erstes Länderspiel für die japanischen Nationalmannschaft am 18. Mai gegen Jordanien.

## Errungene Titel
- Asienmeisterschaft: 2014